# Andrei Andrejewitsch Rubljow
Andrei Andrejewitsch Rubljow (russisch Андрей Андреевич Рублёв, englisch Andrey Andreyevich Rublev; Betonung: Andréi Andréjewitsch Rubljów; * 20. Oktober 1997 in Moskau) ist ein russischer Tennisspieler.

## Karriere

### 2014–2016: Erste Erfolge
Andrei Rubljow feierte bereits in seiner Juniorenkarriere große Erfolge. 2014 siegte er in der Einzelkonkurrenz der French Open im Finale gegen Jaume Munar. Im gleichen Jahr war er bei den Olympischen Jugend-Sommerspielen sowohl im Einzel als auch im Doppel topgesetzter Spieler. Nach einer Halbfinalniederlage gegen den späteren Sieger Kamil Majchrzak gewann er Bronze im Einzel, gemeinsam mit Karen Chatschanow außerdem Silber im Doppel. Bereits auf Juniorebene spielte Rubljow gegen die später ebenfalls erfolgreichen Spieler Alexander Zverev, Matteo Berrettini und Stefanos Tsitsipas, die er alle jeweils einmal schlagen konnte. Gegen Taylor Fritz gewann er im April 2015 die ITF Junior Masters. Parallel zu den Juniorenturnieren spielte er ab Sommer 2013 auch auf der ITF Future Tour. Bei seinen ersten drei Turnieren kam er zweimal ins Viertelfinale und einmal ins Finale. Sein erstes Future-Turnier gewann er im November 2013, 2014 folgten drei weitere Titel im Einzel sowie ein Titel im Doppel.
Sein Debüt im Einzel und Doppel auf der ATP World Tour gab Rubljow im Oktober 2014 beim Kremlin Cup in Moskau. Im Einzel unterlag er in der Auftaktrunde gegen Samuel Groth in zwei Sätzen, im Doppel gewann er gemeinsam mit Jewgeni Donskoi die ersten beiden Partien und verlor erst im Halbfinale gegen Groth und dessen Partner Chris Guccione klar in zwei Sätzen. Für beide Wettbewerbe hatte er eine Wildcard fürs Hauptfeld erhalten, wie auch zu Jahresbeginn 2015 für zwei Turniere in den USA. Dort gelang ihm in Delray Beach sein erster Einzelsieg gegen den Top-100-Spieler Dudi Sela; beim Masters von Miami besiegte er in der ersten Runde – als 389. der Weltrangliste – nach deutlich verlorenem ersten Satz noch den Weltranglisten-54. Pablo Carreño Busta in drei Sätzen. Erstmals über die Qualifikation ins Hauptfeld kam er in Barcelona, wo er in der ersten Runde den Top-40-Spieler Fernando Verdasco bezwang. Bei den US Open spielte er nach erfolgreicher Qualifikation erstmals im Hauptfeld eines Grand-Slam-Turniers und konnte gegen den Weltranglisten-14. Kevin Anderson immerhin einen Satz gewinnen. In St. Petersburg und Moskau verlor er als Wildcard-Spieler jeweils in der ersten Runde, konnte gemeinsam mit Dmitri Tursunow aber die Doppelkonkurrenz von Moskau gewinnen. Zum Jahresende belegte Rubljow Platz 185 der Einzel-Weltrangliste.
Im Folgejahr überstand Rubljow bei keinem Grand-Slam- und nur wenigen ATP-Turnieren die Qualifikation und es gelangen ihm lediglich zwei Erstrundensiege. Deshalb spielte er parallel auch auf der Challenger Tour, wo er in Quimper im März seinen ersten Einzeltitel auf Challenger-Ebene gewinnen konnte. Gegen Jahresende kam er zudem ins Finale bzw. Halbfinale zweier weiterer Turniere. Außerdem gewann er 2015 zwei weitere Challenger-Titel im Doppel. Rubljow konnte die Position aus dem Vorjahr in der Weltrangliste halten, aber sich nicht nennenswert nach vorne arbeiten.

### 2017–2019: Etablierung auf der ATP-Tour und erste Titel

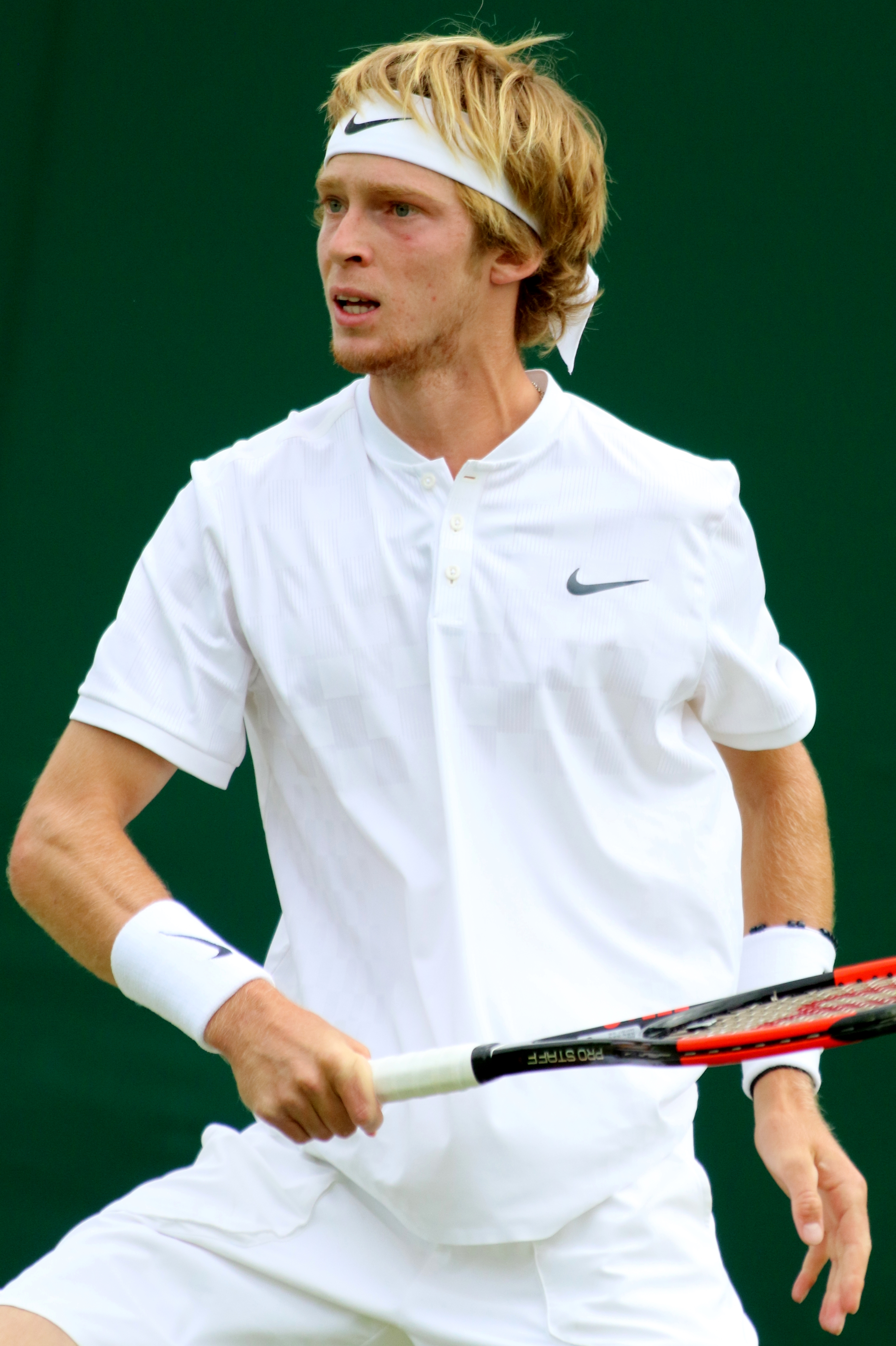
Rubljow (2017)

Bei den Australian Open zu Beginn des Jahres trat Rubljow erstmals in der Qualifikation an, konnte diese erfolgreich absolvieren und kam bis in die zweite Runde des Turniers. Dort musste er gegen den Weltranglistenersten Andy Murray antreten, dem er glatt in drei Sätzen unterlag. Nach guten Ergebnissen auf der Challenger Tour – Rubljow kam einmal ins Finale und zweimal ins Halbfinale – konnte sich der Russe auch bei den French Open für das Hauptfeld qualifizieren. Dort konnte er bei seinem Erstrundenduell gegen Diego Schwartzman den ersten Satz mit 6:0 gewinnen, verlor das Match nach dreieinhalb Stunden im fünften Satz aber noch mit 7:9. Durch den Viertelfinaleinzug in Halle, wo er Karen Chatschanow unterlag, konnte sich Rubljow erstmals in den Top 100 platzieren. Wie bei den Australian Open erreichte er als Qualifikant auch in Wimbledon die zweite Hauptfeldrunde, musste sich dort aber Albert Ramos Viñolas in einem Fünfsatzmatch geschlagen geben. Beim Turnier in Umag gewann er als Lucky Loser seinen ersten Titel auf der World Tour und konnte in der Weltrangliste dadurch erstmals in die Top 50 vorstoßen. Im Viertelfinale des Turniers hatte er nach verlorenem ersten Satz den Vorjahressieger Fabio Fognini noch bezwungen, das Finale gewann er in zwei Sätzen gegen Paolo Lorenzi. Bei den US Open war Rubljow erstmals bei einem Grand-Slam-Turnier direkt fürs Hauptfeld qualifiziert, wo er mit nur einem Satzverlust gegen Damir Džumhur sowie Dreisatzsiegen gegen Grigor Dimitrow und David Goffin erstmals bei einem Grand-Slam-Turnier ins Viertelfinale kam. Dort unterlag er dem späteren Sieger Rafael Nadal zwar deutlich in drei Sätzen, konnte sich durch diesen Erfolg aber erstmals in den Top 40 der Weltrangliste platzieren und sich dort rund ein Jahr lang halten. Sein bestes Turnierergebnis des restlichen Jahres war der Viertelfinaleinzug in Peking Anfang Oktober. Bei den im November zum ersten Mal ausgetragenen NextGen-Finals war Rubljow der bestplatzierte Spieler der Weltrangliste, verlor aber sowohl in der Vorrunde als auch im Finale gegen den Turniersieger Chung Hyeon.
Das Jahr 2018 begann mit dem Finaleinzug in Doha, der dritten Runde bei den Australian Open sowie den Viertelfinals in Montpellier und Rotterdam sehr gut für Rubljow. Danach folgten jedoch auch einige Erst- und Zweitrundenniederlagen, beim Masters-Turnier von Monte-Carlo verlor er trotz Matchball gegen Dominic Thiem im dritten Satz noch die Partie. Aufgrund einer Rückenverletzung musste Rubljow danach rund drei Monate pausieren und verpasste sowohl die French Open als auch Wimbledon. In Washington erreichte er Anfang August zwar das Halbfinale, bei den US Open schied er jedoch schon in der ersten Runde aus und konnte seine Punkte des Vorjahres somit nicht verteidigen. Auch die übrigen Ergebnisse des restlichen Jahres waren nur wenig erfolgreich. Bei den NextGen-Finals im November unterlag er im Halbfinale dem späteren Turniersieger Stefanos Tsitsipas, konnte aber das Spiel um Platz 3 gewinnen.

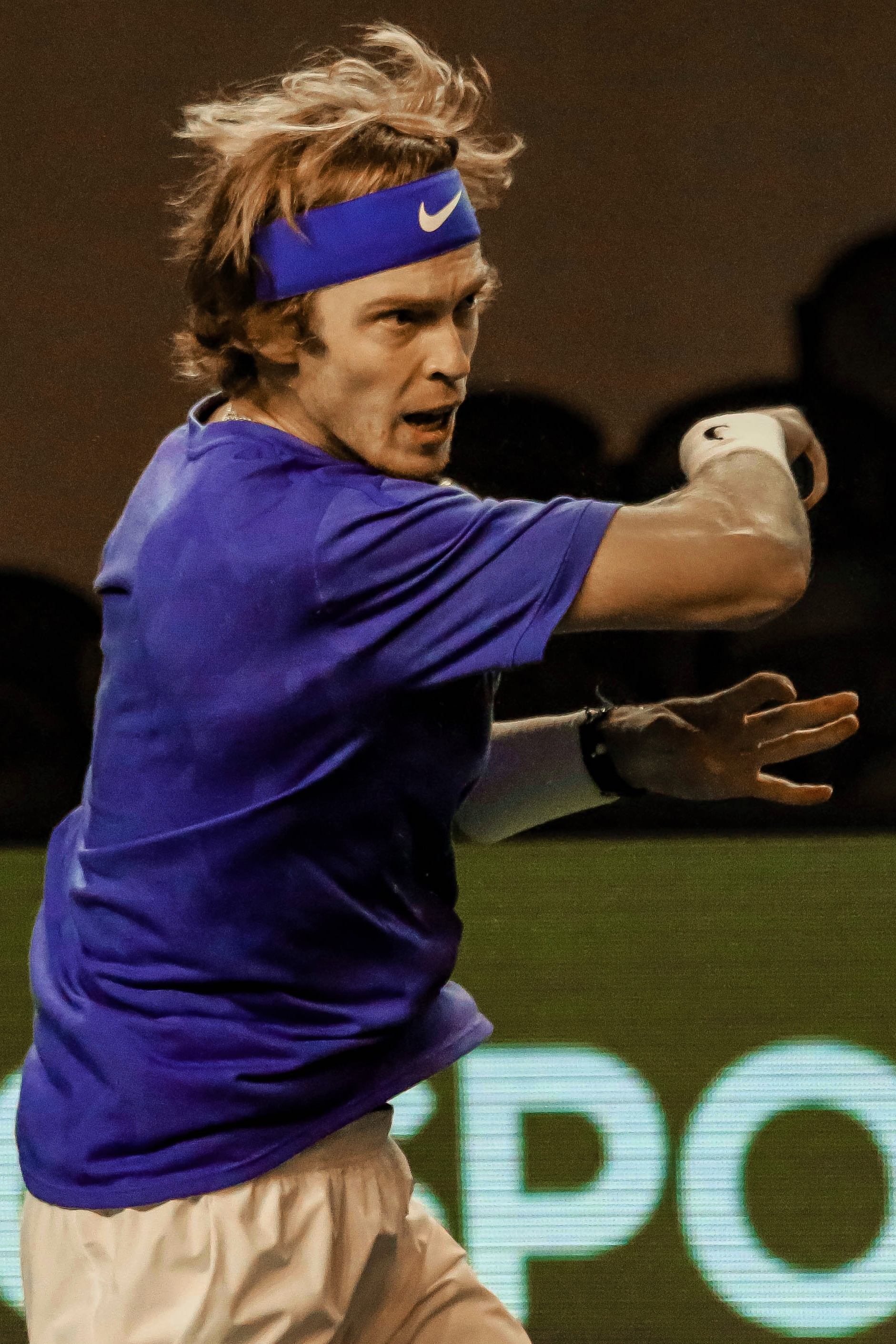
Rubljow (2019)

Aufgrund der durchwachsenen Ergebnisse des Vorjahres musste Rubljow bei größeren Turnieren wieder in der Qualifikation antreten und fiel bis Mitte Februar 2019 auf Platz 115 der Weltrangliste zurück. Bei den Masters von Indian Wells und Miami kam er nach überstandener Qualifikation zwar jeweils bis in die dritte Runde, schied danach bei vier Turnieren in Folge jedoch bereits in der Qualifikation aus. Etwas unerwartet erreichte Rubljow daher im Juli in Hamburg sein erstes Finale eines ATP-500-Turniers. Im Viertelfinale hatte er zuvor den topgesetzten Dominic Thiem in zwei Tiebreaks besiegt und im Halbfinale nach verlorenem ersten Satz noch Pablo Carreño Busta bezwungen, im Finale musste er sich aber dem Vorjahressieger Nikolos Bassilaschwili in drei Sätzen geschlagen geben. Beim Masters-Turnier in Cincinnati etwa drei Wochen später konnte Rubljow Bassilaschwili in der ersten Runde dann in drei Sätzen bezwingen und gewann auch sein Zweitrundenduell gegen Stan Wawrinka in zwei Sätzen. Eine große Überraschung gelang ihm im Achtelfinale, als er Roger Federer mit 6:3, 6:4 in nur 62 Minuten besiegte. Im Viertelfinale unterlag er seinem Landsmann Daniil Medwedew, der später das Turnier gewann, dann aber deutlich in zwei Sätzen. Bei den darauffolgenden US Open traf Rubljow als ungesetzter Spieler in der ersten Runde auf Stefanos Tsitsipas, mittlerweile die Nr. 8 der Weltrangliste, gegen den er in vier Sätzen gewinnen konnte. Im Achtelfinale unterlag er dann dem Italiener Matteo Berrettini in drei Sätzen, konnte sich durch diesen Erfolg aber nach einem Jahr wieder in den Top 40 der Weltrangliste platzieren. An seinem 22. Geburtstag holte Rubljow mit einem Zweisatzsieg gegen Adrian Mannarino den Titel des ATP-250er-Turniers in Moskau, seinen zweiten Turniersieg auf der ATP-Tour. Zum Saisonabschluss Ende November konnte er beim erstmals im reformierten Modus ausgetragenen Davis Cup alle seine vier Einzelpartien gewinnen, u. a. gegen den Top-10-Spieler Roberto Bautista Agut.

### 2020: Fünf Turniersiege
Zu Beginn des Jahres 2020 war Rubljow beim ATP Cup nicht spielberechtigt, da er hinter Medwedew und Chatschanow nur drittbester Russe in der Weltrangliste war. Stattdessen spielte er die parallel stattfindenden ATP-250-Turniere von Doha und Adelaide, die er beide gewinnen konnte. Dadurch kam er erstmals in die Top 20 der Weltrangliste. Bei den Australian Open erreichte er das Achtelfinale, wo er Alexander Zverev in drei Sätzen unterlag. Saisonübergreifend konnte Rubljow damit eine Serie von 15 gewonnenen Spielen in Folge aufstellen. Auch bei den Turnieren von Rotterdam und Dubai im Februar kam er jeweils bis ins Viertelfinale.
Nach der Saisonunterbrechung aufgrund der COVID-19-Pandemie traf Rubljow im Achtelfinale der US Open wie im Vorjahr auf den Italiener Matteo Berrettini. Nachdem er damals glatt in drei Sätzen ausgeschieden war, konnte er nach verlorenem ersten Satz diesmal die drei folgenden Sätze gewinnen und erreichte – wie drei Jahre zuvor – zum zweiten Mal das Viertelfinale des Turniers. Obwohl er in drei Sätzen nur ein einziges Break zugelassen hatte, verlor er dieses dann gegen seinen Landsmann Daniil Medwedew 6:7, 3:6, 6:7. Weniger erfolgreich waren für Rubljow die beiden davor bzw. danach ausgetragenen Masters von Cincinnati und Rom, wo er einmal in der ersten und einmal in der zweiten Runde ausschied.
Beginnend mit dem ATP-500-Turnier von Hamburg stellte Rubljow hingegen eine Siegesserie von 20 gewonnenen Matches bei 21 Partien auf. Wie im Vorjahr kam er dort ins Finale, u. a. durch einen Sieg gegen Roberto Bautista Agut im Viertelfinale. Obwohl sein Finalgegner Stefanos Tsitsipas beim Stande von 4:6, 6:3, 5:4 zum Matchgewinn servierte, konnte Rubljow den dritten Satz noch drehen und mit 7:5 gewinnen. Der Sieg in Hamburg war sein erster ATP-500-Titel und sein dritter Titel der Saison. Bei den in den Herbst verlegten French Open musste Rubljow nur zwei Tage später in der 1. Runde gegen Sam Querrey antreten. Er stand dort kurz vor einem Erstrundenaus, nachdem er im ersten Satz ein und im zweiten Satz zwei verlorene Breaks wieder aufgeholt, aber beide Sätze dennoch im Tiebreak verloren hatte. Auch im dritten Satz lag er bereits mit 3:5 zurück und Querrey servierte zum Matchgewinn. Rubljow konnte den Satz aber noch mit 7:5 gewinnen und die beiden weiteren Sätze mit 6:4 und 6:3 für sich entscheiden, ohne nochmal eine Breakchance zuzulassen. Mit nur zwei Satzverlusten in den folgenden drei Partien kam er danach bis ins Viertelfinale, wo er nur knapp zwei Wochen nach dem Finale von Hamburg erneut auf Tsitsipas traf. Diesmal konnte ihn der Grieche zwar glatt in drei Sätzen besiegen, dennoch erreichte Rubljow durch den Erfolg bei den French Open erstmals die Top 10 der Weltrangliste. Seinen vierten Saisontitel gewann er beim einmalig als ATP-500-Turnier ausgetragenen Wettbewerb im heimischen St. Petersburg, wo er nach zwei umkämpften Drei-Satz-Siegen gegen Ugo Humbert (Achtelfinale) und Denis Shapovalov (Halbfinale) das Finale in zwei Sätzen gegen Borna Ćorić für sich entschied. Den dritten ATP-500-Titel in Folge und seinen fünften Saisontitel holte Rubljow zwei Wochen später in Wien, wo er im Viertelfinale Dominic Thiem geschlagen hatte und im Finale gegen Lorenzo Sonego gewann. Im Turnierverlauf blieb er ohne Satzverlust und musste in keinem seiner Matches seinen Aufschlag abgeben. Mit dem Sieg qualifizierte er sich auch erstmals für die ATP Finals, wo er Mitte November jedoch bereits nach der Vorrunde ausschied. Seine Siegesserie von elf gewonnenen Matches in Folge endete kurz zuvor beim Paris Masters, als er nach gewonnenem ersten Satz im Achtelfinale in drei Sätzen Stan Wawrinka unterlag.
Rubljow hat mit fünf Titeln im Jahr 2020 vor dem Weltranglistenersten Novak Đoković (vier Titel) die meisten Turniere gewinnen können.

### 2021: Weiterer Turniersieg und Mixed-Olympiasieger
Zu Beginn der Saison 2021 gewann Rubljow mit Russland den ATP Cup im Finale gegen Italien, insgesamt konnte er alle seine vier gespielten Einzelpartien während des Turniers gewinnen. Bei den Australian Open kam er ohne Satzverlust bis ins Viertelfinale, schied dort aber glatt in drei Sätzen gegen Daniil Medwedew aus. In Rotterdam konnte er Anfang März mit einem Finalsieg gegen Márton Fucsovics – nach den Siegen in Hamburg, St. Petersburg und Wien im Jahr zuvor – das vierte ATP-500-Turnier in Folge gewinnen. Damit stellte er einen neuen Rekord in dieser Turnierkategorie auf. Beim ATP-250-Turnier von Doha verlor Rubljow das Halbfinale gegen Roberto Bautista Agut, das er dank Freilos und zwei Walkovern ohne ein bis dahin gespieltes Match erreicht hatte. Gemeinsam mit seinem Landsmann Aslan Karazew konnte er hingegen die Doppelkonkurrenz des Turniers gewinnen. Eben gegen Karazew endete im Halbfinale von Dubai eine Woche später dann
Rubljows Serie von 23 Matchgewinnen nacheinander bei gespielten ATP-500-Turnieren – nur Federer (28) und Nadal (26) weisen in dieser Turnierkategorie noch längere Serien auf.
Beim ersten Masters-Turnier des Jahres von Miami kam Rubljow ohne Satzverlust ins Halbfinale, wo er dem späteren Sieger Hubert Hurkacz in zwei Sätzen unterlag. Beim Turnier in Monte-Carlo erreichte er Mitte April dann erstmals ein Finale dieser Turnierkategorie, das er in zwei Sätzen gegen Stefanos Tsitsipas verlor. Zuvor hatte er im Achtelfinale gegen Roberto Bautista Agut und im Viertelfinale erstmals gegen Rafael Nadal jeweils in drei Sätzen gewonnen. Nach zwei Viertelfinals in Barcelona und Rom schied Rubljow bei den French Open bereits in der ersten Runde aus, wo er in fünf Sätzen Jan-Lennard Struff unterlag. Nach der Finalniederlage in Halle gegen Ugo Humbert erreichte er in Wimbledon das Achtelfinale. Dort unterlag er nach zwischenzeitlicher 2:1-Satzführung in fünf Sätzen Márton Fucsovics – im fünften Aufeinandertreffen in dieser Saison war dies der erste Sieg des Ungarn gegen Rubljow.
Bei den Olympischen Spielen in Tokio Ende Juli schied Rubljow im Einzel und Doppel bereits in der ersten Runde aus. Im Mixed wurde er mit seiner Partnerin Anastassija Pawljutschenkowa hingegen Olympiasieger. Die beiden gewannen alle vier gespielten Partien im Match-Tiebreak – mit 11:9, 10:8 sowie im Halbfinale und Finale jeweils mit 13:11.

### Seit 2022: Weitere Erfolge und erste Masterstitel
Nach dem Finaleinzug beim Turnier in Dubai positionierte sich Rubljow gegen den russischen Überfall auf die Ukraine, indem er No War Please auf die Linse einer Fernsehkamera schrieb. In der Saison 2022 konnte er insgesamt vier Titel gewinnen, bei den großen Turnieren blieben die Erfolge jedoch aus. 2023 gewann er in Monte Carlo sein erstes Masters, im Finale setzte er sich mit 5:7, 6:2, 7:5 gegen Holger Rune durch. Das Finale in Shanghai verlor er gegen Hubert Hurkacz in drei Sätzen. Bei den Grand-Slam-Turnieren erreichte bei den Australian Open, Wimbledon und den US Open jeweils das Viertelfinale. Er beendete die Saison auf dem fünften Weltranglistenplatz.
Seinen ersten Titel gewann er 2024 in Hongkong, als er Emil Ruusuvuori im Finale mit 6:4, 6:4 besiegte. Danach schied er häufig in den frühen Runden bereits aus, so auch bei den beiden Majors in der Mitte des Jahres. Im Mai 2024 gewann er mit den Madrid Open sein zweites Masters-Turnier. Im Finale des Sandplatzturniers besiegte er Félix Auger-Aliassime mit 4:6, 7:5, 7:5. Auf dem Weg ins Finale des Masters-Turnier von Montreal im August 2024, wo er sich dem Australier Alexei Popyrin geschlagen geben musste, besiegte er den Weltranglistenersten Jannik Sinner.
Nach Siegen über Zhang Zhizhen und Brandon Nakashima, gegen den er im Frühjahr in Barcelona noch verloren hatte, musste sich Rubljow beim direkt darauf folgenden Masters-Turnier von Cincinnati Jannik Sinner in drei Sätzen geschlagen geben, der damit erfolgreich Revanche an ihm nahm.

### Davis Cup
Andrei Rubljow spielt seit 2014 für die russische Davis-Cup-Mannschaft.

## Erfolge
| Legende (Anzahl der Siege)            |
| Grand Slam                            |
| Olympische Spiele (1)                 |
| ATP Finals Next Generation ATP Finals |
| ATP Tour Masters 1000 (3)             |
| ATP Tour 500 (7)                      |
| ATP Tour 250 (12)                     |
| ATP Challenger Tour (3)               |

| Titel nach Belag |
| Hartplatz (16)   |
| Sand (7)         |
| Rasen (0)        |

### Einzel

#### Turniersiege

##### ATP Tour
| Nr. | Datum              | Turnier        | Belag         | Finalgegner           | Ergebnis       |
| --- | ------------------ | -------------- | ------------- | --------------------- | -------------- |
| 1.  | 23. Juli 2017      | Umag           | Sand          | Paolo Lorenzi         | 6:4, 6:2       |
| 2.  | 20. Oktober 2019   | Moskau         | Hartplatz (i) | Adrian Mannarino      | 6:4, 6:0       |
| 3.  | 11. Januar 2020    | Doha (1)       | Hartplatz     | Corentin Moutet       | 6:2, 7:63      |
| 4.  | 18. Januar 2020    | Adelaide       | Hartplatz     | Lloyd Harris          | 6:3, 6:0       |
| 5.  | 27. September 2020 | Hamburg        | Sand          | Stefanos Tsitsipas    | 6:4, 3:6, 7:5  |
| 6.  | 18. Oktober 2020   | St. Petersburg | Hartplatz (i) | Borna Ćorić           | 7:65, 6:4      |
| 7.  | 1. November 2020   | Wien           | Hartplatz (i) | Lorenzo Sonego        | 6:4, 6:4       |
| 8.  | 7. März 2021       | Rotterdam      | Hartplatz (i) | Márton Fucsovics      | 7:64, 6:4      |
| 9.  | 20. Februar 2022   | Marseille      | Hartplatz (i) | Félix Auger-Aliassime | 7:5, 7:64      |
| 10. | 26. Februar 2022   | Dubai          | Hartplatz     | Jiří Veselý           | 6:3, 6:4       |
| 11. | 24. April 2022     | Belgrad        | Sand          | Novak Đoković         | 6:2, 6:74, 6:0 |
| 12. | 16. Oktober 2022   | Gijón          | Hartplatz (i) | Sebastian Korda       | 6:2, 6:3       |
| 13. | 16. April 2023     | Monte Carlo    | Sand          | Holger Rune           | 5:7, 6:2, 7:5  |
| 14. | 23. Juli 2023      | Båstad         | Sand          | Casper Ruud           | 7:63, 6:0      |
| 15. | 7. Januar 2024     | Hongkong       | Hartplatz     | Emil Ruusuvuori       | 6:4, 6:4       |
| 16. | 5. Mai 2024        | Madrid         | Sand          | Félix Auger-Aliassime | 4:6, 7:5, 7:5  |
| 17. | 22. Februar 2025   | Doha (2)       | Hartplatz     | Jack Draper           | 7:5, 5:7, 6:1  |

##### ATP Challenger Tour
| Nr. | Datum        | Turnier | Belag         | Finalgegner        | Ergebnis       |
| --- | ------------ | ------- | ------------- | ------------------ | -------------- |
| 1.  | 6. März 2016 | Quimper | Hartplatz (i) | Paul-Henri Mathieu | 6:76, 6:4, 6:4 |

#### Finalteilnahmen
| Nr. | Datum             | Turnier     | Belag         | Finalgegner            | Ergebnis             |
| --- | ----------------- | ----------- | ------------- | ---------------------- | -------------------- |
| 1.  | 11. November 2017 | Mailand     | Hartplatz (i) | Chung Hyeon            | 4:35, 3:42, 2:4, 2:4 |
| 2.  | 6. Januar 2018    | Doha        | Hartplatz     | Gaël Monfils           | 2:6, 3:6             |
| 3.  | 28. Juli 2019     | Hamburg (1) | Sand          | Nikolos Bassilaschwili | 5:7, 6:4, 3:6        |
| 4.  | 18. April 2021    | Monte Carlo | Sand          | Stefanos Tsitsipas     | 3:6, 3:6             |
| 5.  | 20. Juni 2021     | Halle (1)   | Rasen         | Ugo Humbert            | 3:6, 6:74            |
| 6.  | 22. August 2021   | Cincinnati  | Hartplatz     | Alexander Zverev       | 2:6, 3:6             |
| 7.  | 4. März 2023      | Dubai       | Hartplatz     | Daniil Medwedew        | 2:6, 2:6             |
| 8.  | 23. April 2023    | Banja Luka  | Sand          | Dušan Lajović          | 3:6, 6:4, 4:6        |
| 9.  | 25. Juni 2023     | Halle (2)   | Rasen         | Alexander Bublik       | 3:6, 6:3, 3:6        |
| 10. | 15. Oktober 2023  | Shanghai    | Hartplatz     | Hubert Hurkacz         | 3:6, 6:3, 6:78       |
| 11. | 12. August 2024   | Montreal    | Hartplatz     | Alexei Popyrin         | 2:6, 4:6             |
| 12. | 24. Mai 2025      | Hamburg (2) | Sand          | Flavio Cobolli         | 2:6, 4:6             |

### Doppel

#### Turniersiege

##### ATP World Tour
| Nr. | Datum            | Turnier   | Belag         | Partner           | Finalgegner                   | Ergebnis         |
| --- | ---------------- | --------- | ------------- | ----------------- | ----------------------------- | ---------------- |
| 1.  | 25. Oktober 2015 | Moskau    | Hartplatz (i) | Dmitri Tursunow   | Radu Albot František Čermák   | 2:6, 6:1, [10:6] |
| 2.  | 12. März 2021    | Doha      | Hartplatz     | Aslan Karazew     | Marcus Daniell Philipp Oswald | 7:5, 6:4         |
| 3.  | 20. Februar 2022 | Marseille | Hartplatz (i) | Denys Moltschanow | Raven Klaasen Ben McLachlan   | 4:6, 7:5, [10:7] |
| 4.  | 6. Mai 2023      | Madrid    | Sand          | Karen Chatschanow | Rohan Bopanna Matthew Ebden   | 6:3, 3:6, [10:3] |

##### ATP Challenger Tour
| Nr. | Datum           | Turnier | Belag         | Partner           | Finalgegner                        | Ergebnis  |
| --- | --------------- | ------- | ------------- | ----------------- | ---------------------------------- | --------- |
| 1.  | 8. Februar 2015 | Dallas  | Hartplatz (i) | Denys Moltschanow | Hans Hach Verdugo Luis Patiño      | 6:4, 7:65 |
| 2.  | 4. Juli 2015    | Padua   | Sand          | Michail Jelgin    | Federico Gaio Alessandro Giannessi | 6:4, 7:64 |

#### Finalteilnahmen
| Nr. | Datum            | Turnier      | Belag         | Partner           | Finalgegner                         | Ergebnis          |
| --- | ---------------- | ------------ | ------------- | ----------------- | ----------------------------------- | ----------------- |
| 1.  | 31. März 2018    | Miami        | Hartplatz     | Karen Chatschanow | Bob Bryan Mike Bryan                | 6:4, 6:75, [4:10] |
| 2.  | 3. November 2019 | Paris        | Hartplatz (i) | Karen Chatschanow | Pierre-Hugues Herbert Nicolas Mahut | 4:6, 1:6          |
| 3.  | 16. Oktober 2021 | Indian Wells | Hartplatz     | Aslan Karazew     | John Peers Filip Polášek            | 3:6, 6:75         |
| 4.  | 5. Januar 2025   | Hongkong     | Hartplatz     | Karen Chatschanow | Sander Arends Luke Johnson          | 5:7, 6:4, [7:10]  |

### Mixed
| Nr. | Datum          | Turnier | Belag     | Partnerin                    | Finalgegner                  | Ergebnis           |
| --- | -------------- | ------- | --------- | ---------------------------- | ---------------------------- | ------------------ |
| 1.  | 1. August 2021 | Tokio   | Hartplatz | Anastassija Pawljutschenkowa | Jelena Wesnina Aslan Karazew | 6:3, 6:75, [13:11] |

## Bilanz

### Einzel
| Turnier                      | 2025  | 2024  | 2023  | 2022              | 2021              | 2020              | 2019              | 2018              | 2017              | 2016 | 2015              | 2014              | 2013              | Gesamt  |
| ---------------------------- | ----- | ----- | ----- | ----------------- | ----------------- | ----------------- | ----------------- | ----------------- | ----------------- | ---- | ----------------- | ----------------- | ----------------- | ------- |
| Australian Open              | 1     | VF    | VF    | 3                 | VF                | AF                | 1                 | 3                 | 2                 | –    | –                 | –                 | –                 | VF      |
| French Open                  | AF    | 3     | 3     | VF                | 1                 | VF                | –                 | –                 | 1                 | –    | –                 | –                 | –                 | VF      |
| Wimbledon                    | AF    | 1     | VF    | –                 | AF                | n. a.             | 2                 | –                 | 2                 | –    | –                 | –                 | –                 | VF      |
| US Open                      |       | AF    | VF    | VF                | 3                 | VF                | AF                | 1                 | VF                | –    | 1                 | –                 | –                 | VF      |
| ATP Finals                   |       | RR    | RR    | HF                | RR                | RR                | –                 | –                 | –                 | –    | –                 | –                 | –                 | HF      |
| Indian Wells Masters         | 2     | 3     | AF    | HF                | 3                 | n. a.             | 2                 | 1                 | –                 | –    | –                 | –                 | –                 | HF      |
| Miami Masters                | 2     | 2     | AF    | 2                 | HF                | n. a.             | 3                 | 1                 | 2                 | 1    | 2                 | –                 | –                 | HF      |
| Monte Carlo Masters          | AF    | 2     | S     | 3                 | F                 | n. a.             | 1                 | 2                 | –                 | 1    | –                 | –                 | –                 | S       |
| Madrid Masters               | 3     | S     | AF    | VF                | 3                 | n. a.             | –                 | –                 | –                 | –    | –                 | –                 | –                 | S       |
| Rom Masters                  | 2     | 3     | AF    | 2                 | VF                | 2                 | –                 | –                 | –                 | –    | –                 | –                 | –                 | VF      |
| Kanada Masters               |       | F     | 2     | 2                 | 3                 | n. a.             | –                 | 1                 | –                 | –    | –                 | –                 | –                 | F       |
| Cincinnati Masters           |       | VF    | 2     | AF                | F                 | 1                 | VF                | 1                 | –                 | –    | –                 | –                 | –                 | F       |
| Shanghai Masters             |       | 2     | F     | nicht ausgetragen | nicht ausgetragen | nicht ausgetragen | AF                | 1                 | 2                 | –    | –                 | –                 | –                 | F       |
| Paris Masters                |       | 2     | HF    | AF                | 2                 | AF                | 1                 | –                 | 1                 | –    | –                 | –                 | –                 | HF      |
| Olympische Spiele            | n. a. | –     | n. a. | n. a.             | 1                 | nicht ausgetragen | nicht ausgetragen | nicht ausgetragen | nicht ausgetragen | –    | nicht ausgetragen | nicht ausgetragen | nicht ausgetragen | 1       |
| Davis Cup                    |       | –     | –     | –                 | S                 | n. a.             | HF                | –                 | K1                | WG   | K1                | K1                | –                 | S       |
| Turnierteilnahmen4           | 9     | 27    | 25    | 23                | 22                | 14                | 19                | 21                | 16                | 5    | 11                | 1                 | 0                 | 195     |
| Erreichte Finals             | 1     | 3     | 6     | 4                 | 4                 | 5                 | 2                 | 1                 | 1                 | 0    | 0                 | 0                 | 0                 | 27      |
| Gewonnene Einzel-Titel       | 1     | 2     | 2     | 4                 | 1                 | 5                 | 1                 | 0                 | 1                 | 0    | 0                 | 0                 | 0                 | 17      |
| Hartplatz-Siege/-Niederlagen | 9:7   | 32:18 | 23:14 | 18:4              | 37:16             | 31:8              | 32:15             | 18:20             | 13:13             | 3:3  | 5:8               | 1:1               | 0:0               | 247:141 |
| Sand-Siege/-Niederlagen      | 1:1   | 11:6  | 19:5  | 7:3               | 9:5               | 10:2              | 5:3               | 2:3               | 5:3               | 0:2  | 3:5               | 0:0               | 0:0               | 79:41   |
| Rasen-Siege/-Niederlagen     | 0:0   | 0:2   | 8:2   | 0:0               | 7:2               | 0:0               | 1:1               | 0:0               | 3:2               | 0:0  | 0:0               | 0:0               | 0:0               | 19:10   |
| Gesamt-Siege/-Niederlagen4   | 10:8  | 43:26 | 56:26 | 51:20             | 53:23             | 41:10             | 38:19             | 20:23             | 21:18             | 3:5  | 8:13              | 1:1               | 0:0               | 345:192 |
| Jahresendposition            |       | 8     | 5     | 8                 | 5                 | 8                 | 23                | 68                | 39                | 156  | 185               | 437               | 651               | N/A     |

Zeichenerklärung: S = Turniersieg; F, HF, VF, AF = Einzug ins Finale / Halbfinale / Viertelfinale / Achtelfinale; 1R, 2R, 3R = Ausscheiden in der 1. / 2. / 3. Hauptrunde; RR = Round Robin (Gruppenphase);
PO = Playoff (Auf- und Abstiegsrunde in der Davis-Cup-Weltgruppe); n. a. = Turnier wurde in dem Jahr nicht ausgetragen
1 Das Turnier von Hamburg ist seit 2009 nicht mehr Teil der Masters-Serie.

2 Das Turnier von Stockholm fand nur von 1990 bis 1995 als Masters-Turnier statt.

3 Das Turnier von Stuttgart fand 1995 einmal in Essen statt und war davor nicht Teil der Masters-Serie.

4 Hier gelten nur – wie auch bei Finalteilnahmen und gewonnenen Titeln – Turniere der ATP Tour sowie die vier Grand-Slam-Turniere und die ATP Finals; d. h. keine Challenger- und Future-Turniere oder Mannschaftswettbewerbe (Davis Cup oder World Team Cup).
4 Letztere zählen jedoch in den Sieg/Niederlagen-Statistiken rein. Kurzfristige Rücktritte vom Match zählen weder zu den Turnierteilnahmen (wenn in der ersten Runde) noch zur Siegesbilanz.

Stand: 21. April 2025